# Cratere Erichthonius
Erichthonius è un cratere sulla superficie di Ganimede.